# Centaurea farsistanica
Centaurea farsistanica — вид квіткових рослин айстрових (Asteraceae). Ендемік Ірану.

## Середовище
Centaurea farsistanica росте у високих горах на висоті 2000–3000 метрів.

## Морфологічна характеристика
Багаторічна рослина з дерев'янистим кореневищем, до 20 см заввишки. Стебло прямовисне, жорстке, циліндричне, завжди просте, ≈ 3 мм у діаметрі в основі. Листя і стебло густо повстисті. Прикореневе листя виразно велике, 12–16 см завдовжки, перисто-розсічене або ліроподібне, рідко розділене, сегменти по 6–10 пар, ланцетні або широколанцетні, кінцеві сегменти зазвичай значно більші. Нижні стеблові листки ліроподібні, ≈ 10–11 см завдовжки, сегменти по 1–2 пари, бічні сегменти вузьколанцетні, кінцеві сегменти дуже великі та широколанцетні, черешок до 3 см завдовжки. Серединні стеблові листки сидячі, нерозділені, широколанцетні або ланцетні. Верхні стеблові листки сидячі, нерозділені, рідше ліроподібні, 7–9 см завдовжки, ланцетні або довгасті. Квіткова голова одна на квітконосі; обгортки майже кулясті, ≈ 30 × 25–35 мм. Квітки пурпурові або білі (в сухому стані) або жовті. Сім'янки довгасті, 6–7,5 мм завдовжки, 3–3,5 мм завширшки, коричневі, голі. Папус багаторядний, стійкий, завдовжки 15–18 мм.